# Fort Boise
Fort Boise war ein Handelsposten der Hudson’s Bay Company am Snake River. 

## Lage
Das Fort lag am Ostufer des Snake River nördlich der Einmündung des Boise River und südlich der Flussinsel Heron Island im heutigen Canyon County im US-Bundesstaat Idaho etwa 5 km nordwestlich der Stadt Parma und etwa 30 km nordwestlich des County Seat Caldwell. Der genaue Standort des Forts ist nur unzureichend überliefert und kann nur indirekt erschlossen werden.
Ein Gebiet von etwa 6,6 km2 um den ehemaligen Standort von Fort Boise herum steht seit 1956 als Fort Boise Wildlife Management Area unter Naturschutz.

## Geschichte
In der ersten Hälfte des 19. Jahrhunderts war die territoriale Zugehörigkeit des Oregon Country, zu dem auch das Gebiet des heutigen Idaho gehörte, umstritten. Das Gebiet wurde seit dem Londoner Vertrag von 1818 von den Vereinigten Staaten und dem Vereinigten Königreich gemeinsam genutzt. So kam es, dass die britische Hudson’s Bay Company 1834 Fort Boise als Handelsposten für den Pelzhandel errichtete, um damit ein Gegengewicht zu dem von Amerikanern im selben Jahr etwa 500 km weiter flussaufwärts errichteten Fort Hall zu schaffen. Die Hudson’s Bay Company konnte sich durchsetzen und übernahm 1837 auch Fort Hall und das ebenfalls 1834 von Amerikanern in der Nähe der heutigen Stadt Portland gegründete Fort William. 
1838 wurde Fort Boise etwas weiter flussabwärts neu errichtet. Das neue Fort hatte einen ungefähr quadratischen Grundriss mit etwa 30 m Seitenlänge. Es enthielt mehrere um einen Innenhof gruppierte Gebäude und war von einer etwa 5 m hohen Palisade umgeben, die später durch eine Mauer aus luftgetrockneten Lehmziegeln ersetzt wurde. 
Als in den 1840er Jahren Siedler begannen, auf dem Oregon Trail in den Westen zu ziehen, wandelte sich der Schwerpunkt des Forts vom Pelzhandel auf die Versorgung der Siedler. Für diese wurde Fort Boise eine wichtige Raststation, in deren Nähe sie an einer Furt, später auch mit einer Fähre, den Snake River überquerten.
Durch den Oregon-Kompromiss von 1846 fiel die Gegend um Fort Boise an die USA, was die Lage für die britische Hudson’s Bay Company zunehmend schwieriger machte. Nachdem eine Flut des Snake River 1853 einen Großteil des Forts beschädigt hatte, wurde es nur teilweise wieder instand gesetzt. Als es 1854 zu verstärkten Angriffen durch Indianer in der Gegend kam, wurde Fort Boise ganz verlassen und verfiel. Die verbliebenen Überreste fielen vermutlich weiteren Fluten zum Opfer und waren schon im späten 19. Jahrhundert nicht mehr aufzufinden.
1974 wurde Fort Boise and Riverside Ferry Sites in das National Register of Historic Places aufgenommen. Ein Gedenkstein am Flussufer erinnert an das verschwundene Fort. Auf dem Gedenkstein weist ein Pfeil auf den Snake River, was darauf hindeutet, dass zumindest ein Teil des ehemaligen Standorts im Fluss vermutet wird. Im benachbarten Parma wurde eine Rekonstruktion des Forts aufgebaut, hier finden jährlich die Old Fort Boise Days statt.

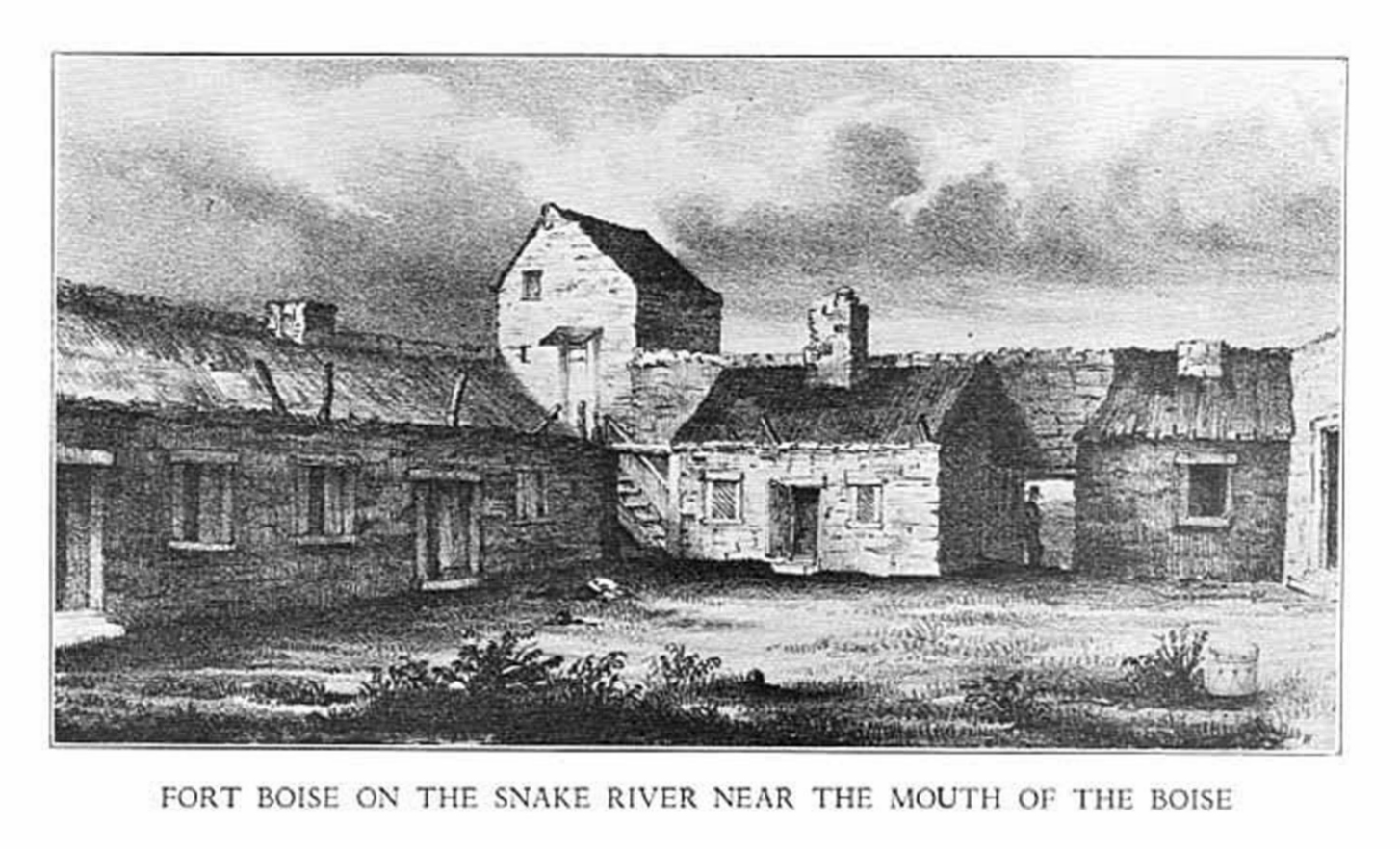
Innenansicht von 1849
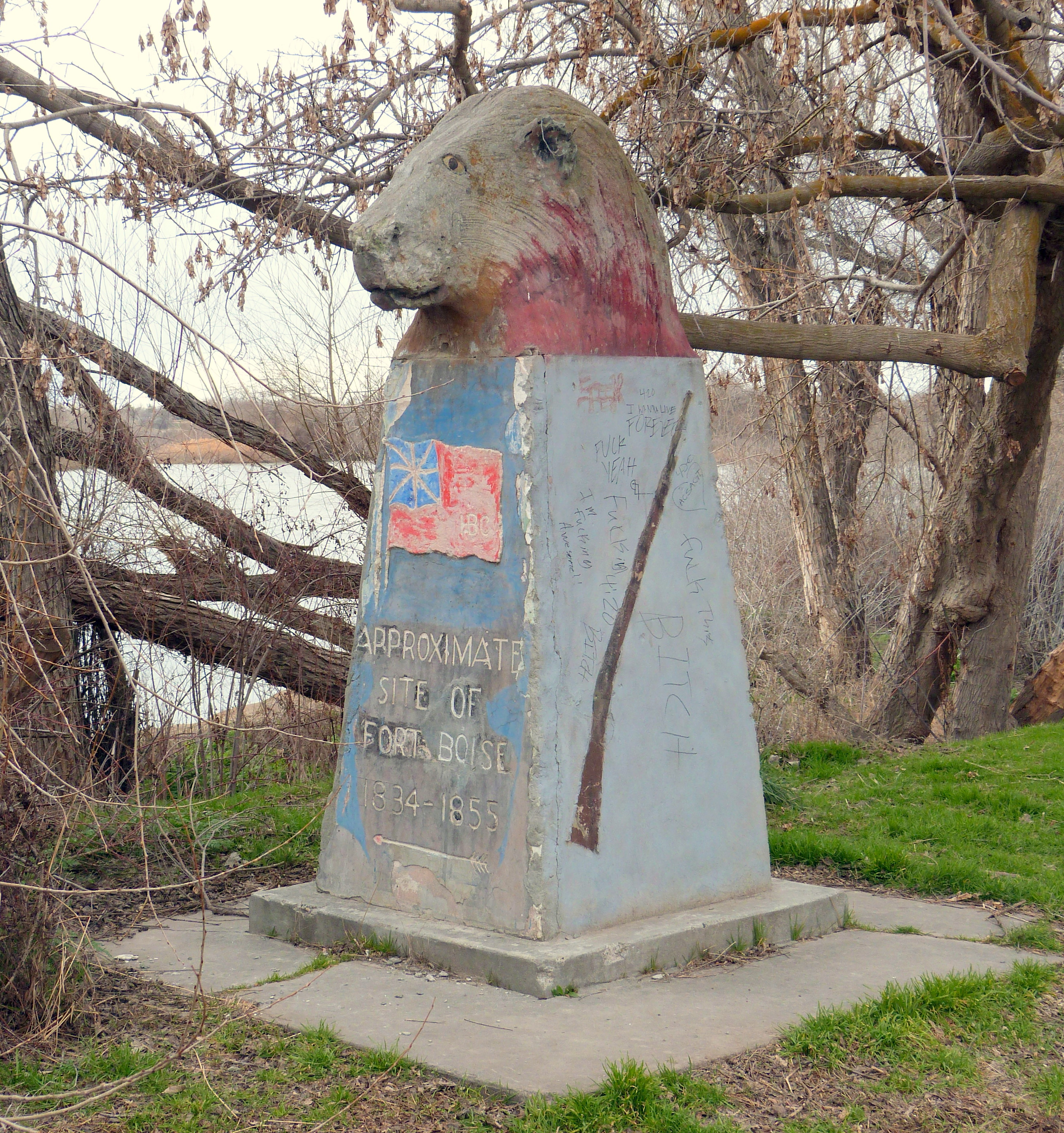
Gedenkstein
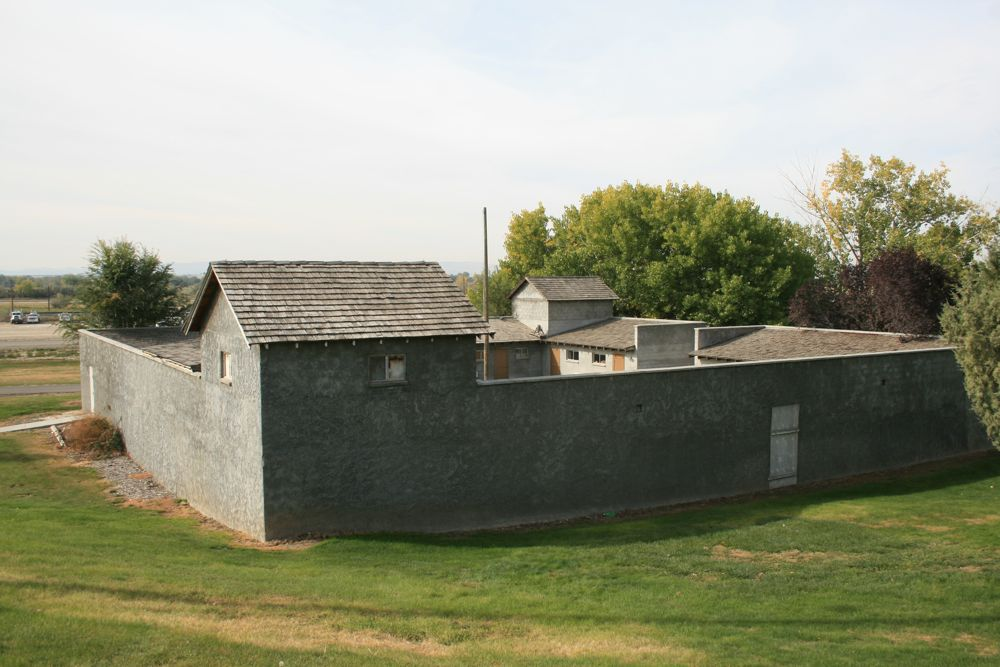
Rekonstruktion in Parma